# عبيد الله بن معمر التيمي
عُبيد الله بن مَعْمر بن عثمان بن عمرو بن كعب بن سَعْد بن بنو تيم بن مرة التيمي القرشي. رجل قرشي. هو ابن عم الصحابي طلحة بن عبيد الله. ولاّه عبد الله بن عامر أمير البصرة على مكران فتوسع الفتح في عهده حتى بلغ نهر السند. قُتل في معارك بأطراف إصطخر عند محاولته فتحها عام 29 هـ (حوالي 650م). ويُروى عنه أنه كان قوي البنية.
وهو والد عمر بن عبيد الله بن معمر الأمير الجواد ووالي البصرة زمن عبد الله بن الزبير.
اختلف في صحبته، فلا يُعرف إن كان قابل نبي الإسلام محمداً أم لا! وهناك من يرى أنه قابله وهو غلام، خصوصاً مع ترجيح البعض لوفاته سنة 29 هـ (في عهد الخليفة عثمان بن عفان) وعمره على الأغلب 40 سنة، مما يعني أنه من مواليد 11 ق هـ (حوالي 612م)، وهذا يُرجح أنه قابل النبي وهو غلام. كما يروي البعض أنه قابل الخليفة معاوية بن أبي سفيان. وإن كان القول الأول أرجح.